# Касымов, Анвар Махмудович
Анвар Махмудович Касымов (13 апреля 1933, Ош — 17 октября 2020, Ташкент) — советский и узбекский учёный-востоковед, индолог, тюрколог, идеолог, эксперт по внешней политике и международным отношениям, основатель дипломатии независимого Узбекистана, доктор исторических наук, профессор. Заведующий отдела пропаганды и агитации ЦК Компартии Узбекской ССР. Заслуженный наставник молодёжи Республики Узбекистан.

## Биография
Родился в семье Махмуда Косимова, советского военачальника, одного из первых узбекских генералов, командиров полков. Его отец работал военным атташе Посольства СССР в Иране.
В 1958 году окончил отделение истории стран зарубежного Востока восточного факультета САГУ (ныне Национальный университет Узбекистана).
1958—1962 годы — аспирант.
1963—1965 годы — научный сотрудник Института востоковедения Академии наук Республики Узбекистан.
1965—1968 годы — декан Подготовительного факультета для иностранных граждан Ташкентского Государственного университета.
1968—1971 годы — работа в различных партийных и государственных учреждениях.
1971—1973 годы — слушатель Высшей дипломатической школы в Москве.
1973—1981 годы — служба в Центральном аппарате МИД СССР, первый секретарь, советник посольства СССР в Турции.
1981—1991 годы — заведующий отдела пропаганды и агитации ЦК Компартии Узбекской ССР. В 1988 году защитил докторскую диссертацию «Деятельность Компартии Узбекистана по развитию марксистско-ленинского образования трудящихся, 1971—1986 гг.».
1991—2003 годы — заведующий кафедрой международных отношений, политологии и права Ташкентского государственного института востоковедения.
2009—2010 годы — заведующий кафедрой политологии Ташкентского государственного института востоковедения.
С 2010 года — профессор кафедры мировой политики Ташкентского государственного института востоковедения.
Анвар Касымов работал заведующим отдела пропаганды и агитации ЦК Компартии Узбекской ССР, в Центральном аппарате МИД СССР, советником посольства СССР в Турции. Профессор, доктор наук, заведующий кафедрой университета мировой экономики и дипломатии и Ташкентского Государственного института Востоковедения. В 1991 году под руководством Анвара Касимова в Ташкентском Государственном институте Востоковедения была основана кафедра мировой политики.

### Семья
Анвар Касымов имел четырёх детей: дочери Мумтаз Абдураззакова (1966, востоковед), Назокат Касымова (1969, профессор университета мировой экономики и дипломатии), и сыновья Махмуд Касымов (1979, востоковед) и Музаффар Касымов (1981, экономист, предприниматель).

## Награды
- Медаль Дружбы (2005) — за большие заслуги в оказании помощи Вьетнаму в подготовке научных кадров, в укреплении дружбы и многостороннего сотрудничества между Вьетнамом и Узбекистаном[5].
- Заслуженный наставник молодёжи Республики Узбекистан